# Exopalpus forreri
Exopalpus forreri är en tvåvingeart som först beskrevs av Wulp 1894.  Exopalpus forreri ingår i släktet Exopalpus och familjen parasitflugor. Inga underarter finns listade i Catalogue of Life.